# Willem Bastiaan Tholen
 (avril 2025).
Si vous disposez d'ouvrages ou d'articles de référence ou si vous connaissez des sites web de qualité traitant du thème abordé ici, merci de compléter l'article en donnant les références utiles à sa vérifiabilité et en les liant à la section « Notes et références ».
Willem Bastiaan Tholen (Amsterdam, 13 février 1860 - La Haye, 5 décembre 1931) est un peintre, dessinateur et graveur néerlandais proche de l'école de La Haye, puis associé au mouvement impressionniste d'Amsterdam. 

## Biographie
Alors qu'il a cinq ans, la famille de Tholen déménage à Kampen. Là, il se lie d'amitié avec le jeune Jan Voerman et ils entrent ensemble à l'académie d'Amsterdam en 1876. Tholen obtient son certificat d'aptitude au bout d'un an. Il s'inscrit à son tour à l'école polytechnique de Delft où il suit des cours de dessin pendant deux ans. Après avoir terminé ses études en 1878 avec un certificat d'enseignement secondaire, il va travailler comme professeur de dessin à l'école secondaire du soir à Gouda. 
Il passe trois mois à Bruxelles dans l'atelier de Paul Gabriël, qui le forme à la peinture. Dans les années suivantes, ils travaillent ensemble en plein air pendant plusieurs étés près de Kampen et de Giethoorn. Il enseigne le dessin à Gouda (1878-1879) et à Kampen (1880-1885) pour subvenir à ses besoins. Après 1885, il se consacre entièrement à son propre travail. 
En 1885, Willem Witsen invite Tholen à visiter la maison de campagne de sa famille, située près de Baarn, où leurs contemporains, George Hendrik Breitner et Anton Mauve sont fréquemment invités. À partir de 1887, il réside à La Haye, où il se lie d'amitié avec d'autres peintres de l'école de La Haye. Il prend une part active à la vie artistique de la ville et devient membre du Pulchri Studio . 
Marié avec Caba Muller (1843-1918), il habite, à partir de 1890, la Kanaalvilla où vit aussi la famille de Bram Arntzenius avec ses six enfants. Tholen peint souvent les sœurs Arntzenius, par exemple en train de lire. 
Tholen établit sa réputation avec ses paysages de campagne autour de Kampen et ses vues sur les bois près de Baarn. Il peint des vues de La Haye, des bois de Schéveningue et une série d'intérieurs dans lesquels une fenêtre donne généralement une vue extérieure: un jardin, une rue éclairée par la lumière du soleil ou les toits rythmés d'une ville. Possesseur d'un bateau, baptisé l'Eudia, il peint les bateaux de pêche sur la plage de Schéveningue, mais contrairement à Jacob Maris (qu'il admire beaucoup), Tholen n'utilise pas la mer désolée comme toile de fond, mais plutôt le village animé. Il  évoque souvent le tumulte de la ville, décrivant des sujets tels que les chantiers de construction, les abattoirs, les tailleurs de pierre, et les carrières de sable et les chalands sur le canal entre La Haye et Schéveningue. 
Il forme des disciples comme Paul Arntzenius et Cornelis Vreedenburgh.  

## Œuvres

Peintures
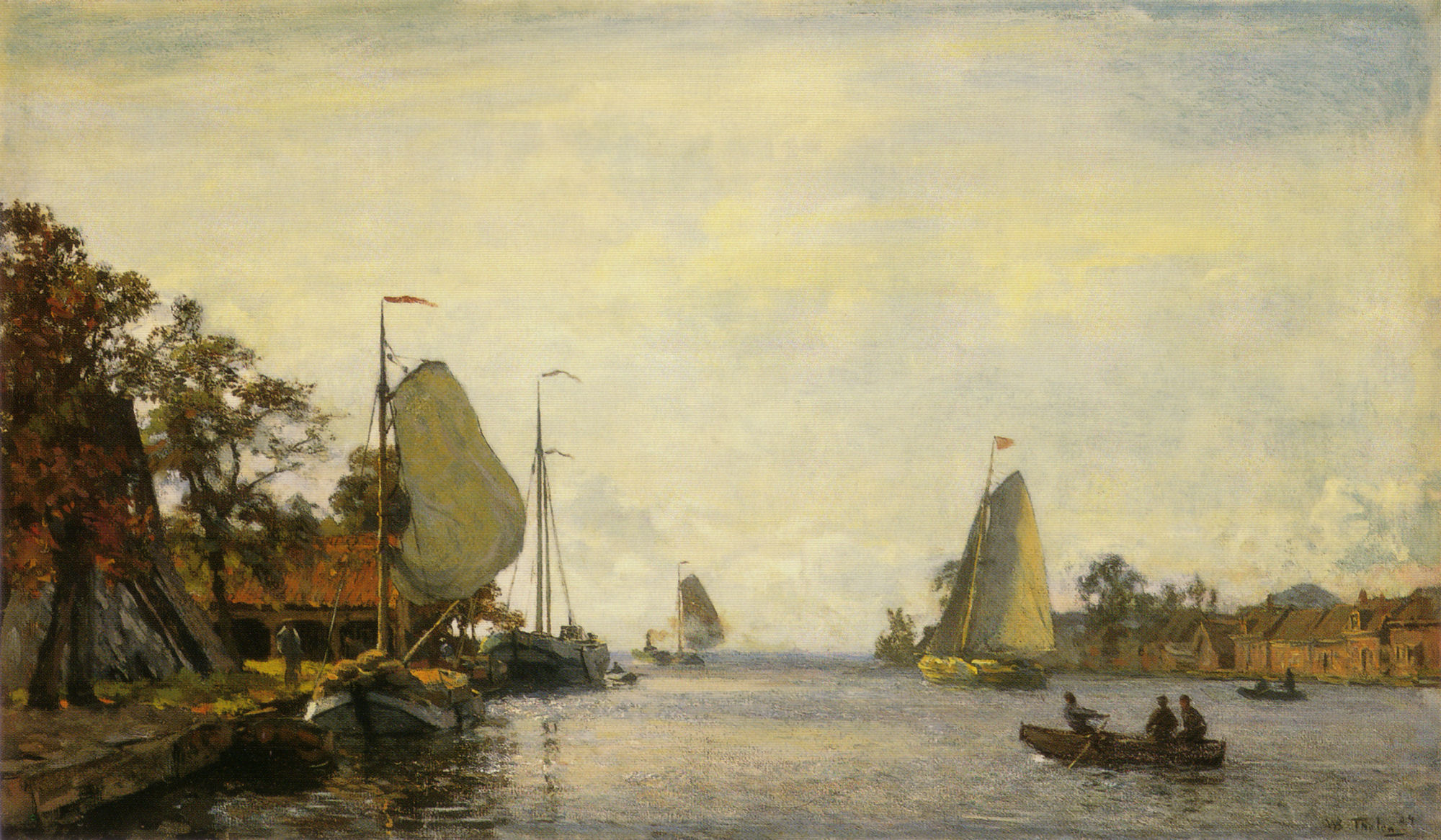
Paysage avec des bateaux à voile en été
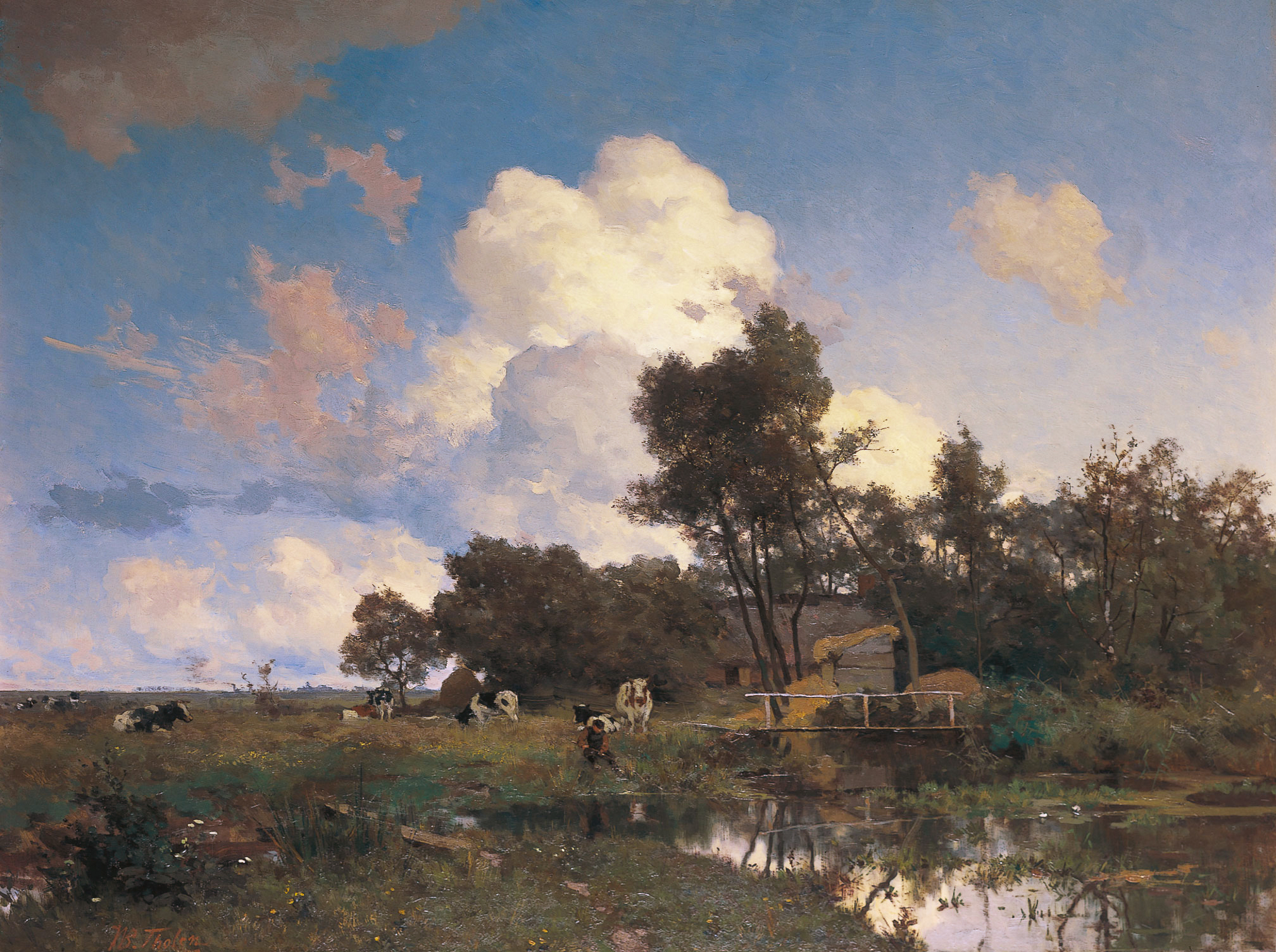
Paysage de campagne en été
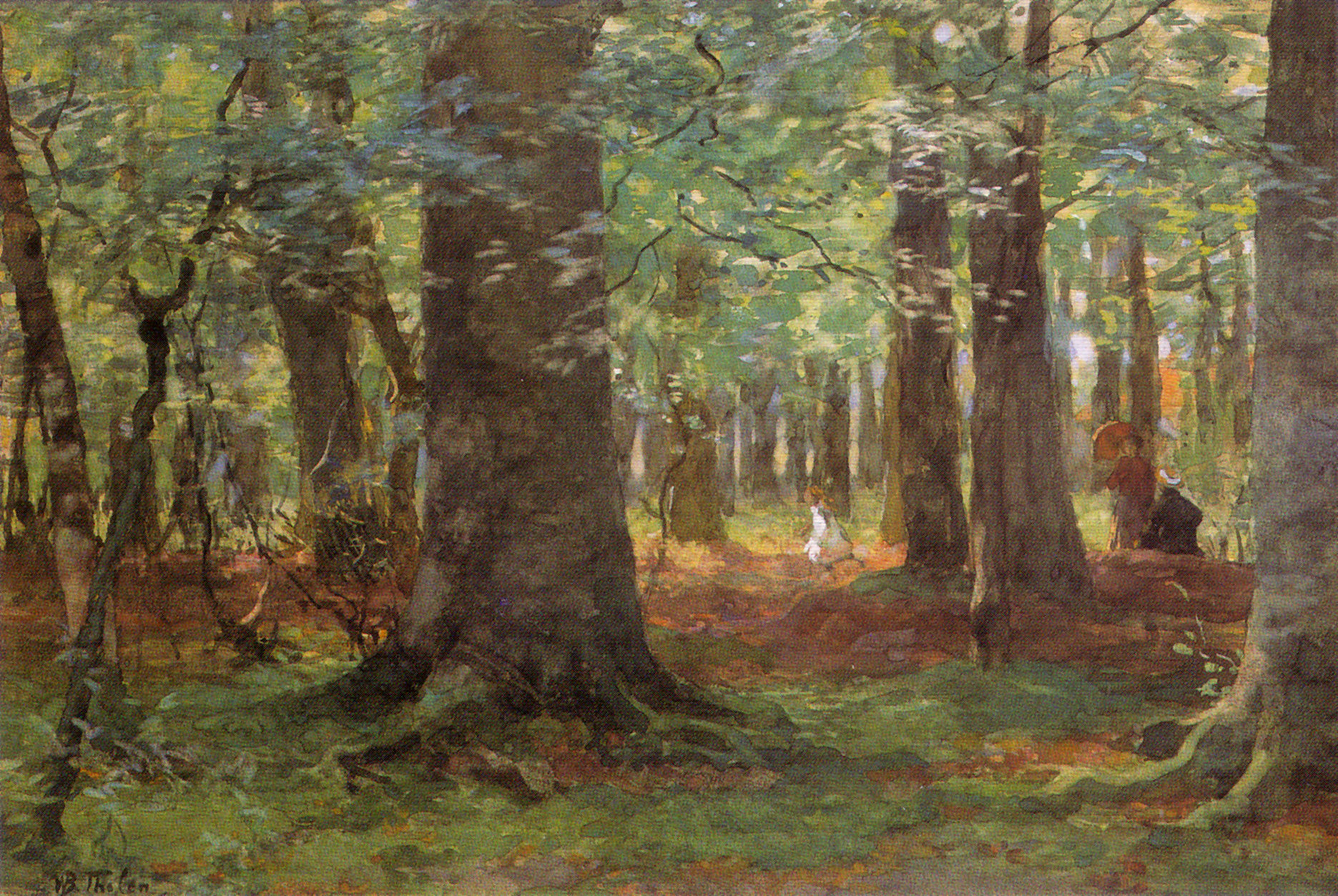
Jour d'été dans la forêt (aquarelle)

Aquarelles et dessins
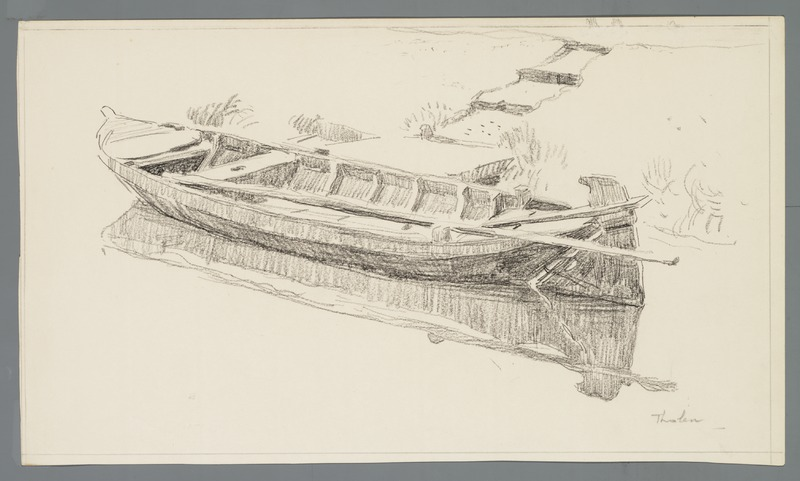
Landau, collection du patrimoine culturel du musée Zuiderzee.
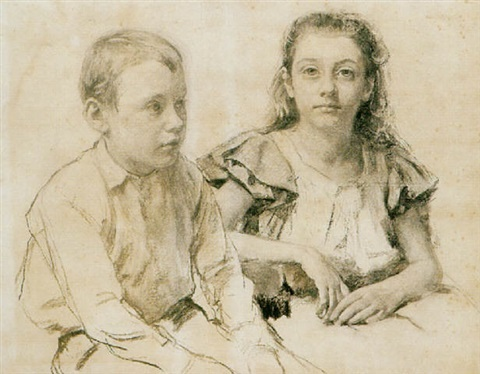
Portrait de Dora et Paul Arntzenius, vers 1895 (coll. priv.).
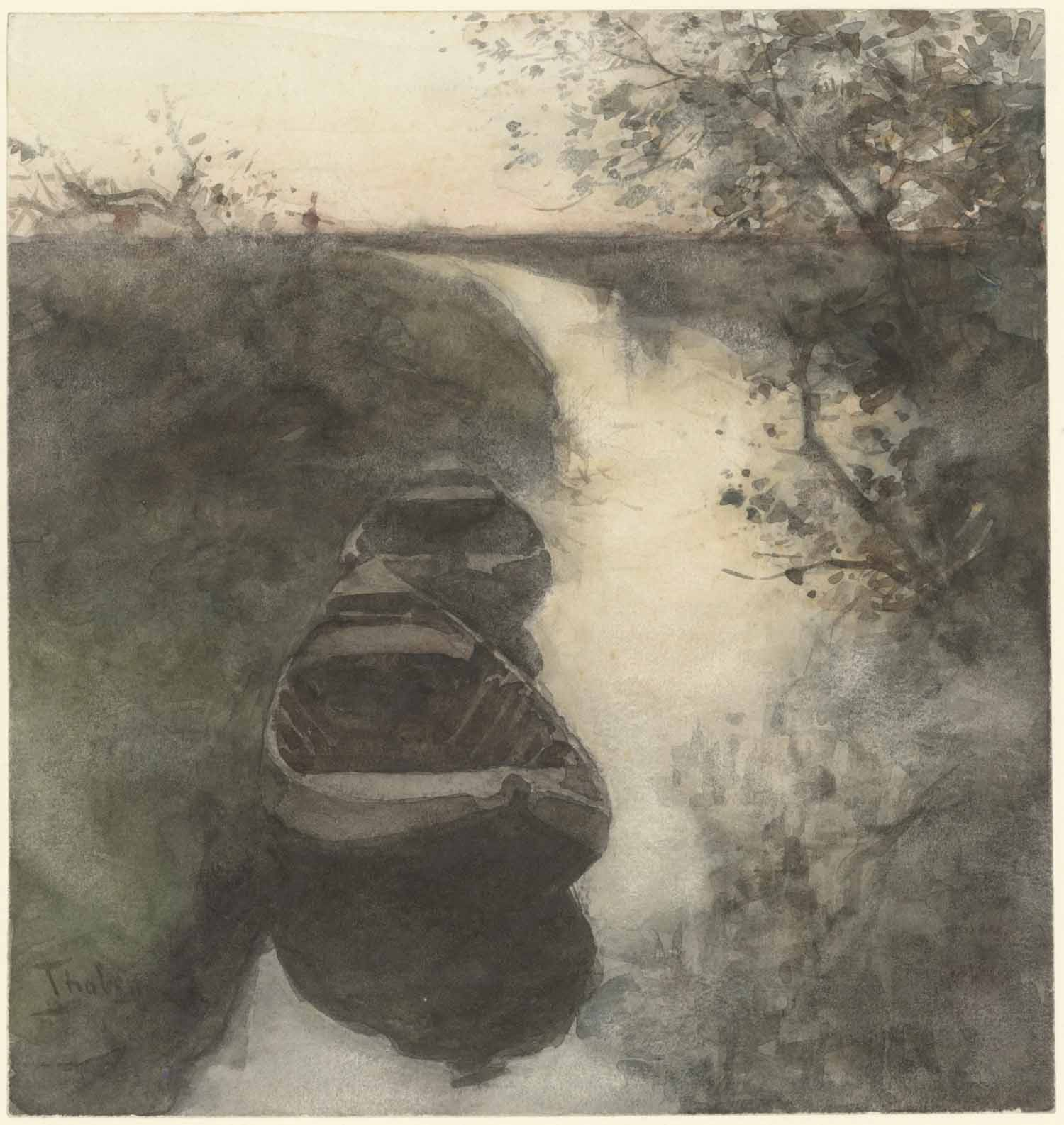
Bateaux à rames au bord de l'eau la nuit, aquarelle (1887, Rijksmuseum Amsterdam).

Gravures
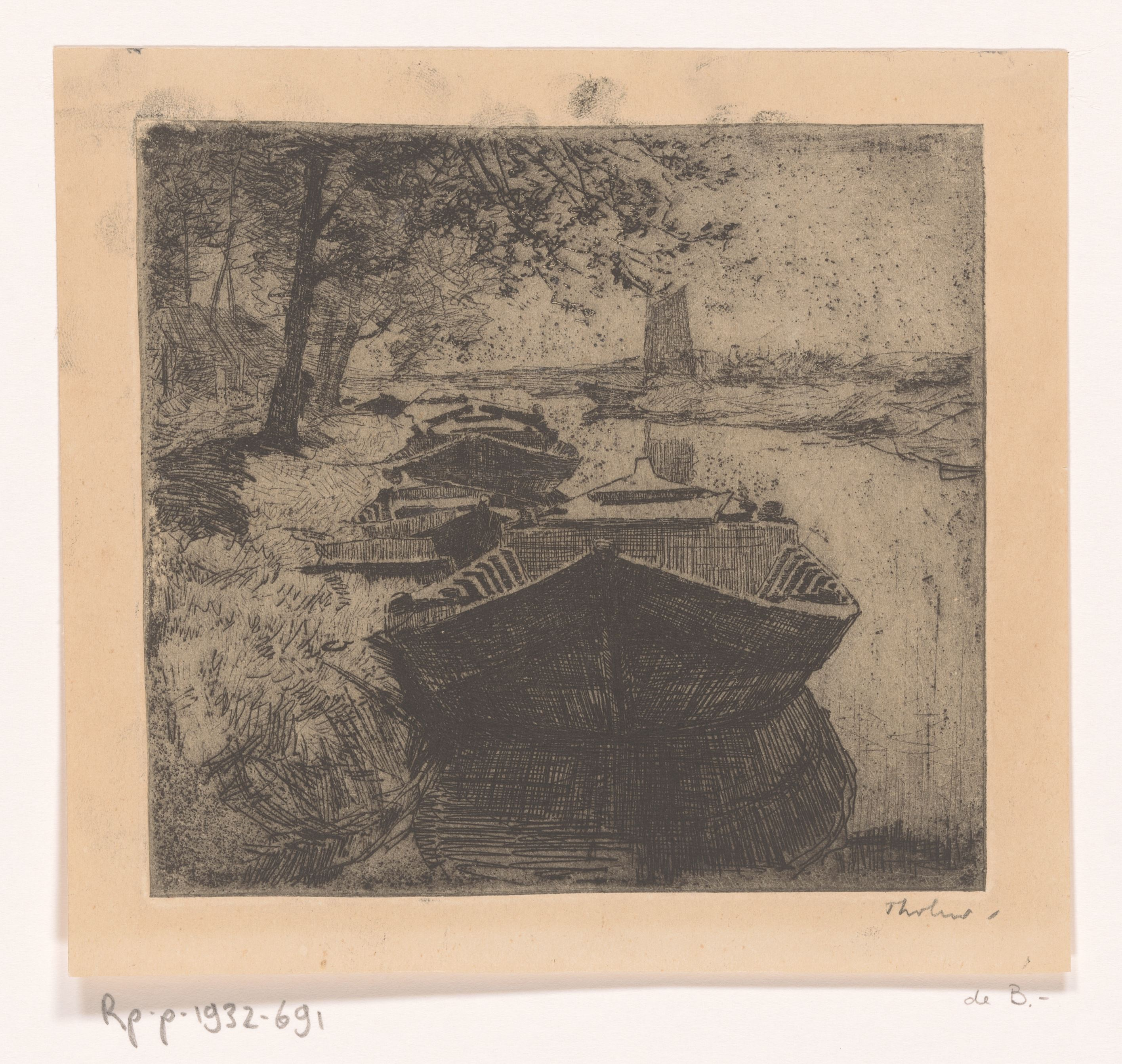
Bateaux amarrés, eau-forte (n. d., Rijksmuseum Amsterdam).
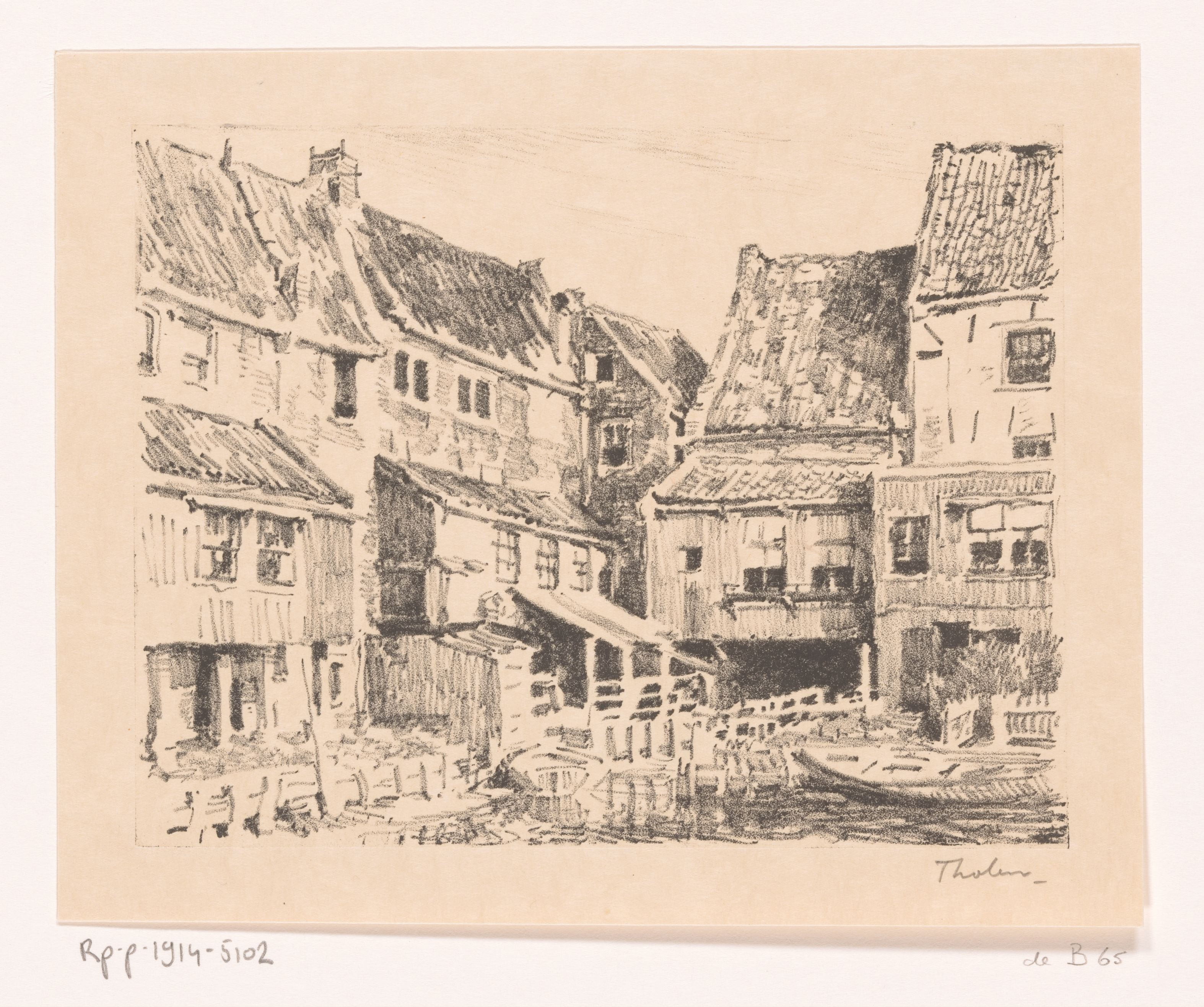
Arrière de vieilles maisons, à Enkhuizen, eau-forte (n. d., Rijksmuseum Amsterdam).
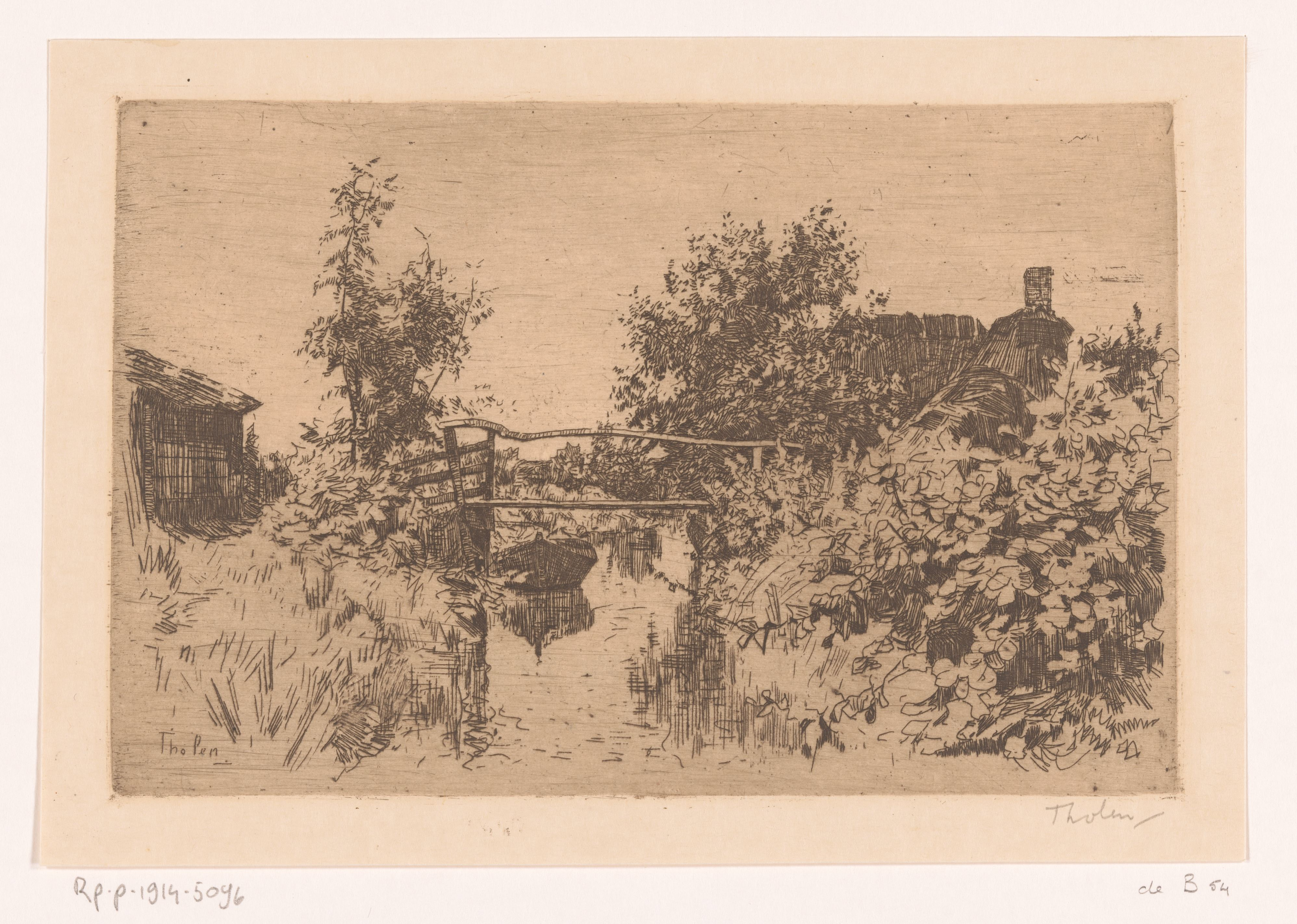
Pont sur un canal dans un paysage avec des arbres, des maisons et des buissons, eau-forte (n. d., Rijksmuseum Amsterdam).

## Expositions
- Du 21 septembre au 15 décembre 2019, la première exposition en France de ses œuvres est présentée à la Fondation Custodia[3].